# Alvaldi (satèl·lit)
Alvaldi (Saturn LXV), conegut provisionalment com a S/2004 S 35, és un satèl·lit natural de Saturn. El seu descobriment va ser anunciat per Scott S. Sheppard, David C. Jewitt i Jan Kleyna el 8 d'octubre de 2019 a partir d'observacions realitzades entre el 12 de desembre de 2004 i el 25 de febrer de 2006. It was given its permanent designation in August 2021. El 24 d'agost de 2022, va rebre el nom oficial d'Alvaldi, un jötun de la mitologia nòrdica. Era molt ric en or, i quan va morir els seus fills es van repartir l'herència prenent-ne un glop cadascun.
Alvaldi fa uns 5 quilòmetres de diàmetre i orbita Saturn a una distància mitjana de 22,412 Gm en 1253,08 dies, amb una inclinació de 177° respecte a l'eclíptica, en direcció retrògrada i amb una excentricitat de 0,194.